# L'Aldosa de la Massana
L'Aldosa de la Massana (abans l'Aldosa) és un nucli de població del Principat d'Andorra situat a la parròquia de la Massana. L'any 2009 tenia 745 habitants.
Arran de l'aprovació del Nomenclàtor d'Andorra l'any 2010, la població se li va afegir el "de la Massana" per diferenciar-lo de l'Aldosa de Canillo.
S'hi troba l'església de Sant Ermengol de l'Aldosa.